# Операція «Фортуна»: Мистецтво перемоги
«Операція „Фортуна“: Мистецтво перемоги» (англ. Operation Fortune:
Ruse de guerre) — комедіний бойовик Гая Річі, зйомки якого почалися восени 2020 року. Головні ролі зіграли Джейсон Стейтем, Обрі Плаза, Джош Гартнетт, Кері Елвес, Багзі Малоун та Г'ю Ґрант. Дату прем'єри фільму перенесли на січень 2023 року через повторні зйомки сцен, де в образі ганстерів фігурували українці, адже автори фільму визнали ці уточнення національності недоречним через повномасштабне вторгнення Росії в Україну.

## Сюжет
Головний герой фільму — агент МІ-6, якого наймає міжнародна служба розвідки «П'ять очей». Він повинен повернути викрадений високотехнологічний пристрій, перш ніж торговець зброєю зможе продати його тому, хто заплатить найвищу ціну.

## У ролях
- Джейсон Стейтем — Орсон Форчун
- Обрі Плаза — Сара Фідель
- Джош Гартнетт — Денні Франческо
- Кері Елвес — Натан Жасмін
- Г'ю Ґрант — Грег Сіммондс
- Багзі Малоун — J. J.
- Едді Марсан — Найтон
- Каан Урганджиоглу — Каса

## Виробництво
Сценарій картини був написаний Айваном Еткінсоном і Марном Девісом, а пізніше його допрацював Гай Річі. Зйомки почалися в листопаді 2020 року в турецькій Антальї і Катарі і закінчилися 20 березня 2021 року. Відомо, що до зйомок екшн-сцен була залучена компанія 8711 Entertainment (вона відповідала за трюки і погоні в фільмах про Джона Віка і в «Дедпулі»).

## Український дубляж
Українською мовою дубльовано студією ААА-Sound на замовлення Kinomania в 2022 році.
Режисер дубляжу: Павло Скороходько
Ролі дублювали:
- Орсон Фортуне / Джейсон Стейтем — Михайло Жонін
- Сара Фідель / Обрі Плаза — Катерина Буцька
- Ґреґ Сімондс / Г'ю Ґрант — Олег Лепенець
- Денні Франческо / Джош Гартнетт — Дмитро Гаврилов
- Джей Джей / Bugzy Malone — Роман Молодій
- Натан Жасмін / Кері Елвіс — Андрій Альохін

А також: Євген Пашин, Дмитро Завадський, Павло Скороходько, Михайло Тишин, Михайло Войчук, Катерина Брайковська та інші

## Примітка
1. ↑  Terjesztésre kerülő filmalkotások és artfilmek nyilvántartása — NMHH.
2. ↑  Новий фільм Гая Річі зняли з прокату через гангстерів-українців у сценарії. LB.ua. 25 червня 2022. Процитовано 19 травня 2023.
3. ↑  Росія хоче показати в кіно фільм "Операція "Фортуна", який Гай Річі перезнімав заради українців. 24 Канал (укр.). 30 грудня 2022. Процитовано 19 травня 2023.
4. ↑  Kroll, Justin (3 вересня 2020). Jason Statham And Guy Ritchie Reteam On Spy Thriller ‘Five Eyes’ For Miramax; STX Lands Worldwide Distribution Rights. Deadline (амер.). Процитовано 20 травня 2023.
5. ↑  MEGOGO Distribution купила новый проект Гая Ричи с Джейсоном Стэйтемом